# 徐華鳳
徐華鳳（1969年11月25日—2011年12月6日），台灣藝人；籍貫江蘇吳縣，畢業於國立臺北藝術大學舞蹈學系。1989年獲得“佳樂中國小姐”比賽季軍開始涉足演藝圈，1990年於台視《女丑劇場》出道。除了接演戲劇，也出過唱片及寫真集。主要作品有《我們一家都是人》、《流星花園》、《紫禁之巔》等。在圈子內以性感形象為人所知。2005年自組模特兒經紀公司，淡出演藝圈。
2008年1月徐華鳳被檢查出罹患胃癌三期，緊急進行全胃切除手術，隔年因胃癌入院手術，之後成為抗癌的知名病友，經常出席許多抗癌公益活動鼓勵相關病友。2011年12月1日，徐華鳳因癌細胞擴散轉移，病情陷入惡化，緊急住院治療。
同年12月6日，徐華鳳最後因器官衰竭，病逝於台中榮民總醫院，享年42歲。
徐華鳳骨灰原先安奉於天母慧濟寺，後由家屬秘密遷往他處。

## 電視劇
| 年份   | 頻道       | 劇名                               | 飾演             |
| 1990年 | 台視       | 《女丑劇場》                       |                  |
| 1990年 | 台視       | 《郵差兩度來按鈴》                 |                  |
| 1991年 | 中視       | 《 金色時光》                      | 小婷             |
| 1991年 | 台視       | 《愛在春風裡》                     | 葉培蒂           |
| 1991年 | 台視       | 《左鄰右》                         | 邵曉琪           |
| 1992年 | 台視       | 《七色橋》                         | 穆次莉           |
| 1992年 | 中視       | 《黃金劇場－我的爸爸是主播》       |                  |
| 1993年 | 華視       | 《包青天》之《生死戀》             | 劉宣嬌           |
| 1993年 | 華視       | 《包青天》之《陰陽判》             | 紅袖             |
| 1993年 | 台視       | 《火浴鳳凰》                       | 李翎             |
| 1993年 | 台視       | 《郁達夫的愛與恨》                 | 王映霞           |
| 1994年 | 中視       | 《梅花三弄》之《水雲間》           | 徐素卿           |
| 1994年 | 中視       | 《雪蓮》                           | 徐玲玉           |
| 1994年 | 台視       | 《貴客臨門》                       | 李雙雙           |
| 1994年 | 華視       | 《孝的故事》                       |                  |
| 1995年 | 華視       | 《大紅燈籠高高掛》                 | 何領弟           |
| 1995年 | 華視       | 《七俠五義》之《怒犯天條》         | 李玉侯夫人       |
| 1995年 | 台視       | 《情愛紅塵》                       | 楚湘如           |
| 1995年 | 台視       | 《無印老爹》                       |                  |
| 1995年 | 中視       | 《我本善良Ⅱ》                      | 蘇菁菁           |
| 1996年 | 中視       | 《台北灰姑娘》                     | 方艷如           |
| 1996年 | 中視       | 《天師鍾馗》之《葵花寶典》         | 柳霜紅           |
| 1997年 | 華視       | 《天使是男人》                     |                  |
| 1997年 | 民視       | 《再叫一聲爸爸》                   | 王家華           |
| 1997年 | 超視       | 《我們一家都是人》之《台灣精神台》 | 徐麗花           |
| 1997年 | 超視       | 《我們一家都是人》之《一間客棧》   | 石珊妮           |
| 1998年 | 台視       | 《父子關係》                       | 美琳             |
| 1998年 | 中視       | 《桃花情》                         |                  |
| 1998年 | 華視       | 華視劇展《無言記事》               |                  |
| 1998年 | 新視       | 《情劫》                           |                  |
| 2001年 | 華視       | 《流星花園》                       | 道明莊           |
| 2002年 | 中視       | 《天下無雙》                       | 蔣小雙           |
| 2003年 | TVBS-G     | 《七年級生》                       | 徐佩琪           |
| 2003年 | 公視       | 《含羞草》                         | 安蔓芸           |
| 2004年 | 三立都會台 | 《紫禁之巔》                       | Monica（莫妮卡） |
| 2004年 | 緯來戲劇台 | 《我的明星男友》                   | 康凱琳           |
| 2004年 | TVBS歡樂台 | 《愛情合約》                       | Doris            |

## 節目主持
| 年份         | 頻道 | 節目                                                              |
| 待查～1990年 | 中視 | 《磁場360》（崔慈芬是第一代主持人，尹文儀與徐華鳳是第二代主持人） |
| 1997年       | 華視 | 《全能運動王》（徐華鳳、徐乃麟、黃品源主持）                      |

## 唱片專輯
| 專輯名稱   | 發行公司 | 發行日期     | 曲目 |
| ---------- | -------- | ------------ | --- |
| 如果在天堂 | 常喜音樂 | 1998年9月2日 | 曲目 1. 如果在天堂 - 徐華鳳/陳國華 2. 傻女人 3. 花花世界 4. 一半一半 5. 真愛看不到 6. 欲仙欲死 7. 人間遊戲 8. 自私 9. 我不在家 10. 不哭 |

## 寫真集
| 年份          | 書名           | 出版社                  |
| 1998年7月25日 | 《如果在天堂》 | 紅唇，EAN 4719001000143 |

## 資料來源
1. ↑  中時電子報：性感女神徐華鳳，夫病榻長相伴 的存檔，存档日期2011-12-09.
2. 1 2 3  黃進恭. . 中央社即時新聞 (中央通訊社). 2011-12-06  [2011-12-06]. （原始内容存档于2019-10-21）.
3. 1 2 3  陳奇君、黃國鈞、顏睿陞. . TVBS (聯意製作股份有限公司). 2011-12-06  [2011-12-07].[]
4. ↑  林淑娟. . 中時新聞網. 2011-12-12.
5. ↑  中華民國電視學會電視年鑑編纂委員 編纂，《中華民國電視年鑑第七輯：民國七十九年至八十年》，中華民國電視學會1992年6月30日出版，第84頁。

## 外部連結
- 徐華鳳在互联网电影资料库（IMDb）上的資料（英文）